# Mahdi Karrubi
Mahdi Karrubi (ur. 1937 w Aligudarz w prowincji Lorestan) – irański polityk. Przewodniczący irańskiego parlamentu (Medżlis) w latach 1989–1992 i 2000–2004, kandydat w wyborach prezydenckich w 2005 oraz wyborach prezydenckich w 2009.

## Życiorys
Karrubi dwukrotnie, od 1988 do 1992 oraz od 2000 do 2004 pełnił funkcję przewodniczącego Medżlisu, irańskiego parlamentu. W 2004 wziął udział w wyborach parlamentarnych, ale z powodu zajęcia w I rundzie głosowania dalekiego 33. miejsca, wycofał się z II tury wyborów.
Mahdi Karrubi wziął udział w wyborach prezydenckich 17 czerwca 2005. Zdobył w nich 17,24% głosów poparcia, zajmując trzecie miejsce. Dzień po wyborach oskarżył Korpus Strażników Rewolucji Islamskiej o wspieranie kandydatury Mahmuda Ahmadineżada. 19 czerwca 2005 zrezygnował ze wszystkich sprawowanych funkcji politycznych.
Karrubi był jednym z kandydatów w wyborach prezydenckich w 2009.
W 2011 został razem ze swoją żoną, działaczką polityczną i społeczną Fateme Karrubi, osadzony w areszcie domowym.